# 一丸尚伍
一丸尚伍（日语：／ Ichimaru Shōgo，1992年1月4日—），福冈县北九州市出身，日本男子自行车运动员。他曾代表日本参加2014年和2018年亚洲运动会自行车比赛，获得二枚铜牌，均来自团体追逐赛项目。